# 魚谷香織
魚谷 香織（うおたに かおり、1985年4月26日 - ）は、山口県下松市出身の競艇選手である。
登録番号4347。身長154cm。血液型AB型。96期。同期に平本真之、新田雄史、篠崎元志がいる。
山口支部時代の師匠は原田篤志。福岡支部での弟子は小池礼乃らがいる。

## 来歴
- 中学・高校時代とハンドボールの選手として活躍。高校時代にはインターハイにも出場[1]。
- 山口県立華陵高等学校在学中にテレビで見た女性選手に憧れ競艇の世界へ進むことを決意。卒業後、やまと競艇学校に入学し、リーグ戦勝率4.21（準優出2　優出0）の成績を残す。
- 2005年5月14日、徳山競艇場・一般戦でデビュー(5着)。
- 2005年6月11日、児島競艇場・一般戦で6コースからのマクリでデビュー初勝利(13走目)。
- 2007年7月10日、芦屋競艇場での「西スポ杯争奪七夕特選レース」で初優出(5着)。
- 2008年3月4日、JAL女子王座決定戦競走（津競艇場）でG1初出場。1日目の第1レースでG1初勝利。
- 2008年8月7日、びわこ競艇場での「オール女子戦 アクアンビューティー選手権」で初優勝。
- 2009年1月、徳山競艇場の地区スター候補生に選出。
- 2009年6月、新設されたスター選手育成制度の下、地区スター候補および徳山競艇場の地元スター候補に選出。（従来の地区スター候補生制度は廃止された）
- 2009年7月、勝率6.59の成績でA1級に初昇格。
- 2010年1月25日、徳山競艇場での「BOATBoyカップ」で優勝（通算2回目）。
- 2010年3月7日、JAL女子王座決定戦競走（下関競艇場）でG1初優出(5着)。
- 2010年4月16日、住之江競艇場での「男女ダブル優勝戦」で優勝。
- 2010年7月4日、下関競艇場での「WEB競艇TV杯争奪戦」で優勝。
- 2010年11月5日、青木幸太郎（登録番号4314）と入籍し、福岡支部へ移ることをblogで正式発表。
- 2011年5月25日、笹川賞競走の2日目の第1レースでSG初勝利。9月にボートレース鳴門のG1大渦大賞を途中帰郷、産休に入った。
- 2012年11月1日、ボートレース住之江の2012モーターボートレディスカップで復帰、復帰初戦で優勝戦進出。
- 2017年産休に入り、第二子の女児を出産。
- 2020年産休に入り、第三子の女児を出産。

## 人物・エピソード
- 高校時代の2002年3月、地元の徳山競艇場でJAL女子王座決定戦競走が行われたときに偶然テレビ中継を見ていた。このとき優勝した岩崎芳美がインタビューで「副賞の航空券で、新婚旅行に行ってきます」と発言したのが素敵だと感じ、競艇選手に憧れを持った。
- 2007年6月9日と10日に東京都江東区夢の島競技場で行われた24時間リレーマラソン大会に女子選手で揃って参加し、魚谷は100円ショップの材料で作られたウエディングドレス姿で走った。
- 地元山口のスター今村豊に憧れを抱き「自分も人に感動を与えられるような選手になりたい」と語っている。
- 2010年7月22日にNHK総合で放送されたクイズ番組「WALKING EYES アルクメデス」にて、職業を推理される人物としてVTR出演した。